# Saison 2 de The Expanse
Chronologie
Saison 1 Saison 3
Cet article présente la deuxième saison de la série télévisée The Expanse.

## Synopsis de la saison
James Holden et l’équipage du Rocinante s’échappent de l’astéroïde Eros. Alors qu’ils tentent de se remettre d’une intoxication aux radiations, James Holden, Joe Miller et Fred Johnson partent en mission pour venger le génocide des habitants d’Eros et découvrent qu’un complot interplanétaire vise à utiliser la proto-molécule comme une arme et a déjà causé des profondes tensions entre la Terre et Mars. Ils vont alors devoir trouver un moyen d’arrêter les conspirateurs une fois pour toutes.

## Distribution
- Thomas Jane (VF : Sébastien Hébrant)[1] : Josephus « Joe » Aloisus Miller
- Steven Strait (VF : Maxime Van Santfoort) : James « Jim » Holden
- Cas Anvar (VF : Steve Driesen) : Alex Kamal
- Dominique Tipper (VF : Mélissa Windal) : Naomi Nagata
- Wes Chatham (VF : Nicolas Matthys) : Amos Burton
- Florence Faivre (VF : Cathy Boquet) : Juliette « Julie » Andromeda Mao
- Shawn Doyle (VF : David Manet) : Sadavir Errinwright, sous-secrétaire général des Nations unies
- Shohreh Aghdashloo (VF : Francine Laffineuse) : Chrisjen Avasarala, sous-secrétaire générale adjointe des Nations unies
- Frankie Adams (VF : Myriem Akheddiou) : Roberta « Bobbie » Draper

## Liste des épisodes
1. En sécurité
2. Les Portes et les Angles
3. Gravité 1
4. Que Dieu vous protège
5. Chez nous
6. Changement
7. Le Septième Homme
8. Réfugiés
9. Le Somnambule en pleurs
10. La Cascade
11. Ici demeurent les dragons
12. Écoute ton cœur
13. La Guerre de Caliban